# Stade Leonardo-Garilli
 (avril 2025).
Si vous disposez d'ouvrages ou d'articles de référence ou si vous connaissez des sites web de qualité traitant du thème abordé ici, merci de compléter l'article en donnant les références utiles à sa vérifiabilité et en les liant à la section « Notes et références ».
Le stadio Leonardo Garilli est le stade de football de la ville de Plaisance, en Émilie-Romagne.
Il a une capacité de 21 668 places assises.